# MR-scanning
MR-scanning (også MR-skanning eller Magnetisk Resonans Skanning; engelsk: Magnetic Resonance Imaging (MRI)) er en teknik, hvor radiobølger og magnetisme typisk anvendes til at danne billeder af kroppens indre. Der kan optages detaljerede billeder med god kontrast mellem forskellige vævstyper, og metoden anvendes derfor bredt til medicinsk billeddiagnostik (radiologi). Ved MR-scanning udnyttes det, at visse atomkerner er magnetiske (spin), og at de i et magnetfelt kan bringes i svingninger ved anvendelse af radiobølger. Efterfølgende udsender kroppen selv radiobølger, som måles og analyseres. MR-scanning dækker over en lang række teknikker, som alle er baseret på dette grundlæggende princip. Afhængigt af hvordan målinger foretages og analyseres, kan MR-scanning således bruges til visualisere eksempelvis anatomiske strukturer, vævets konsistens, hjerneaktivitet, cellernes stofskifte, og blodgennemstrømning. Metoden bruges til diagnostik af sygdomme som kræft, ryg-, hjerte-, led- og hjernelidelser. Derudover anvendes MR forskningsmæssigt til eksempelvis kortlægning af hjernens funktioner.

## MR-scanning i praksis
Undersøgelsen foregår i en scanner, som står i et selvstændigt rum. Patienten eller forsøgspersonen placeres på et leje, som føres ind i en rørformet elektromagnet, der er oplyst og åben i begge ender. Den legemsdel, der skal undersøges, placeres midt i scanneren. Undersøgelsen udføres af praktiske hensyn fra et separat kontrolrum.
Som konsekvens af det kraftige magnetfelt og de anvendte radiobølger kan ikke alle patienter blive MR-scannet. Visse former for metalliske genstande kan være farlige at have med ind i scanneren. Har man f.eks. en pacemaker eller metalsplinter i kroppen, kan man normalt ikke blive skannet. De fleste indopererede metalimplantater kan skannes, men det er vigtigt på forhånd at kende til sådanne. Personalet er derfor meget omhyggelige med at udspørge alle patienter. På grund af magnetfeltet er det også vigtigt, at man f.eks. tømmer alle sine lommer og fralægger sig ur, betalingskort og smykker, inden man kommer nær scanneren.
Undersøgelsen består af en række forskellige målinger. Mellem målingerne, der typisk varer fra 20 sekunder til 10 minutter, bliver man normalt i scanneren. Det er vigtigt, at man ligger helt stille under undersøgelsen. En komplet MR-undersøgelse består af flere scanninger, og hele undersøgelsen kan tage op til 1 time eller mere. Undersøgelsens længde vil blive oplyst af den radiograf, der tager imod patienten.
Der bruges rutinemæssigt kontraststof ved en række MR-undersøgelser. Kontraststoffet gives da som indsprøjtning i en blodåre (vene) omtrent midtvejs i undersøgelsen. Stoffet ses ikke direkte på MR-billeder, men ændrer signalet fra de omkringliggende vandmolekyler.
Under hele undersøgelsen kan patienten komme i kontakt med personalet ved hjælp af en alarmbold (gummibold), som holdes i hånden under skanningen. Trykkes der på bolden, vil personalet straks kontakte patienten. Imellem målingerne kan patienten tale med personalet via et samtaleanlæg.
Undersøgelsen er ikke forbundet med nogen risiko og gør ikke ondt. Apparatet larmer meget under målingerne, så der udleveres høreværn.

## Princippet bag MR-scanning
MR-scanning er baseret på, at visse atomkerner er magnetiske og dermed opfører sig som små kompasnåle. Når kroppen anbringes i skannerens kraftige magnetfelt, ensrettes kompasnålene, hvorved kroppen magnetiseres ganske svagt. Ved anvendelse af radiobølger kan kroppens magnetisering bringes i svingninger omkring nord, ligesom en kompasnål, der får et lille skub. Dette mærkes ikke af patienten. Når radiobølgesenderen efterfølgende slukkes, vil kroppens magnetisering fortsat svinge i cirka et sekund, før den falder til ro igen. I denne periode udsendes der svage radiobølger fra kroppen. Disse opsamles ved hjælp af antenner, og ved en efterfølgende analyse af signalerne dannes billeder af kroppens indre.

## MR i Danmark
Landets første MR-scanner var en donation fra Simon Spies til Hvidovre Hospital i 1984. Scanneren anvendtes til diagnostik af patienter, og omkring den opstod et forskningscenter for MR-skanning. Sidenhen er der sket en utrolig videreudvikling af MR-metoderne, og de anvendes nu til undersøgelse af en lang række sygdomme i alle dele af landet og kroppen. MR-scanning er en relativt dyr teknik, så indtil for få år siden var den forbeholdt større hospitaler. Den høje diagnostiske værdi har æren for at MR-scannere i dag findes mange steder i landet. Dansk Selskab for Medicinsk Magnetisk Resonans (DSMMR) er en forening af primært radiografer, radiologer, fysikere og ingeniører med faglig interesse i emnet. Formaliseret uddannelse sker på læge-, kiropraktor-, og radiografstudiet samt på fysik- og ingeniøruddannelser flere steder i landet.

## MR sikkerhed
Et kendetegn ved MR-scanning er, at teknikken er fuldstændig uskadelig. Der anvendes magnetfelter og radiobølger ved scanningen, men hverken røntgen- eller radioaktiv stråling, som ved nogle andre scanningstyper.

## Ekstern henvisning
- Dansk Selskab for Medicinsk Magnetisk Resonans
- Mere om MR-skanning på Hvidovre Hospitals MR-centers hjemmeside
- Radiologisk Afdeling, Aarhus Sygehus Arkiveret 29. maj 2011 hos  Wayback Machine
- A SHORT HISTORY OF MAGNETIC RESONANCE IMAGING FROM A EUROPEAN POINT OF VIEW